# William Alvin Howard
Pour les articles homonymes, voir William Howard et Howard.
William Alvin Howard (né en 1926) est un logicien américain.

## Biographie
Il est surtout connu en théorie de la démonstration et théorie de la calculabilité, pour avoir établi une correspondance entre la logique intuitionniste et le lambda-calcul simplement typé, résultat connu sous le nom de correspondance de Curry-Howard. Il a aussi produit des travaux théoriques sur l'utilisation des ordinaux dans les démonstrations. Il a obtenu son doctorat de l'université de Chicago en 1965.
Les ordinaux de Howard, nommés aussi ordinaux de Bachmann-Howard (en), réfèrent à lui et à Heinz Bachmann.
Il est élu en 2018, fellow de l'American Mathematical Society.